# 沙特阿拉伯能源部
沙特阿拉伯能源部是沙特阿拉伯的政府机构之一，是沙特阿拉伯内阁的一部分。该部的职能是制定和执行有关石油及相关产品的政策。沙特阿拉伯能源部成立於1960年。